# Флоріан Юнгвірт
Флоріан Юнгвірт (нім. Florian Jungwirth, нар. 27 січня 1989, Грефельфінг, Німеччина) — німецький футболіст, що грає на позиції півзахисника у клубі «Дармштадт 98».

## Титули і досягнення
- Чемпіон Європи (U-19): 2008

## Клубна кар'єра
Станом на 2016 рік:
| Клуб             | Клуб               | Клуб             | Ліга | Ліга | Кубок | Кубок | Загалом | Загалом |
| Сезон            | Клуб               | Ліга             | Ігри | Голи | Ігри  | Голи  | Ігри    | Голи    |
| Німеччина        | Німеччина          | Німеччина        | Ліга | Ліга | Кубок | Кубок | Загалом | Загалом |
| ---------------- | ------------------ | ---------------- | ---- | ---- | ----- | ----- | ------- | ------- |
| 2007–09          | «Мюнхен 1860 II»   | Регіональна ліга | 48   | 0    | —     | 0     | 48      | 0       |
| 2008–09          | «Мюнхен 1860»      | Бундесліга       | 0    | 0    | 0     | 0     | 0       | 0       |
| 2010–13          | «Динамо (Дрезден)» | Бундесліга 2     | 89   | 0    | —     | 0     | 89      | 0       |
| 2013–14          | «Бохум»            | Бундесліга       | 29   | 1    | 0     | 0     | 29      | 1       |
| 2013–14          | «Бохум 2»          | Бундесліга       | 1    | 1    | 0     | 0     | 1       | 1       |
| 2014–            | «Дармштадт 98»     | Бундесліга       | 46   | 0    | 0     | 0     | 46      | 0       |
| Загалом          | Німеччина          | Німеччина        | 213  | 2    | 0     | 0     | 213     | 3       |
| За всієї кар'єри | За всієї кар'єри   | За всієї кар'єри | 213  | 2    | 0     | 0     | 213     | 2       |